# Giovanni Battista Balbis
Giovanni Battista Balbis (ou Jean-Baptiste Balbis pour les francophones), né à Moretta (province de Coni) le 17 novembre 1765 et mort à Turin le 13 février 1831, est un botaniste, médecin et homme politique italien.

## Biographie

### Les premières années
Issu d’une famille aisée, il fréquenta les écoles primaires de son village natal. Il obtint une place dans le Collège des Provinces, créé par Victor-Amédée II de Savoie (1666-1732), et partit pour Turin, pour étudier la philosophie et ensuite la médecine en 1788. Trois ans seulement après la licence, il réussit l’agrégation en médecine.
Fasciné par la botanique, Balbis réalisa un recensement des espèces végétales présentes autour des sources de Valdieri, un petit village du Val Gesso dans les Alpes maritimes. Cette étude fut par la suite incorporée, et publiée, en 1793 dans l’ouvrage « Des eaux sulfureuses et thermales de Vaudier » du chimiste Giovanni Antonio Giobert (1761-1834).

### La vie politique
De tendance libérale et progressiste, il fut impliqué en 1794 dans les mouvements révolutionnaires piémontais contre les souverains de la Maison de Savoie et, à cause des idées qu’il professait, dut s’exiler en France.
Là, exploitant ses compétences médicales, il obtint dès le mois de décembre de la même année le grade de médecin militaire. Et seulement trois ans plus tard, il fut nommé médecin-chef de l’armée française envoyée en Italie pour tenter d’annexer le royaume de Savoie à la République.
Vers la fin de 1798, quand les troupes françaises réussirent à occuper Turin, contraignant à la fuite le roi Charles-Emmanuel IV de Sardaigne (1751-1819), Balbis put enfin rentrer dans la ville et là, le 19 décembre de la même année, fut nommé dans le nouveau gouvernement provisoire de la Nation piémontaise, institué par le général français Joubert, en jurant solennellement « haine éternelle à la tyrannie, amour éternel à la liberté, à l’égalité et à la vertu ».
En février de l’année suivante, il fut nommé président de ce gouvernement et dut affronter une situation financière désastreuse. Pour cette raison, il décida, avec les autres hommes politiques, de créer une banque de crédit en utilisant comme garantie les biens du clergé qu’il avait confisqués, les transformant ainsi en patrimoine national (à l’instar de ce qui avait été fait en France, le 2 novembre 1789, sous l’égide de l’Assemblée constituante).
Inspirés par les idées de la nouvelle République française, Balbis et les autres membres du Gouvernement envisagèrent rapidement l’idée d’une possible annexion du Piémont par la France. Pour réussir à donner corps à leur projet ils lancèrent une campagne de propagande politique, chacun se rendant dans les localités où ils avaient le plus de relations et de poids politique. Balbis s’occupa de recueillir des soutiens à Saluces et dans les villages voisins. 
Le soir du 9 mars 1799, comme résultat de la votation populaire, une commission arrivait à Paris pour annoncer la volonté des Piémontais d’être réunis à la République de France.
Cette situation ne dura cependant pas longtemps : l’armée austro-russe, conduite par le général russe Souvorov (1729-1800) avançait rapidement vers le Piémont et, en mai de la même année, les souverains (surnommés branda) réussirent à rétablir le gouvernement de la Maison de Savoie tandis que les républicains jacobins durent battre en retraite.
Le siège du gouvernement républicain fut d’abord transféré à Pignerol, puis à Fenestrelle. Le 26 mai, quand les Austro-Russes entrèrent victorieux à Turin chassant les soldats français, Balbis dut à nouveau se réfugier en France, où il retrouva son grade de médecin militaire.
Informé de la défaite subie dans le Piémont par les armées françaises, Napoléon Bonaparte, alors consul, à peine rentré de sa campagne d'Égypte, ordonna aussitôt la formation d’une armée de soixante mille hommes qu’il devait conduire lui-même en Italie.
Parti le 6 mai 1800 de Paris, il réussit le 15 mai à forcer le passage du Grand Saint-Bernard et, après avoir pris le fort de Bard, il entra à Milan le 1er juin. Après avoir franchi le Pô, il défit le 9 juin l’armée impériale autrichienne à Montebello et le 25 du même mois, grâce au sacrifice du général Desaix (1768-1800), il remporta la fameuse victoire de Marengo.
Balbis, suivant l’avancée de Napoléon dans les rangs de l’armée, put ainsi assister à la réannexion de sa propre patrie à la France et à la nouvelle proclamation de la république.

### La carrière de botaniste
Établi à nouveau dans le Piémont, il décida l’année suivante de se retirer de la vie politique pour se consacrer entièrement à la science.
L’université de Turin l’invita à reprendre la fonction de professeur de botanique et de directeur du jardin botanique, qui au cours des dernières années, après l’abandon d’Allioni, était presque tombé en ruine, notamment à cause du manque de ressources financières. Seul s’en était occupé le gardien-chef Molineri, qui avait réussi à conserver les plantes existantes mais celles-ci étaient en piètre état et en total désordre.
Balbis, fort de ses antécédents politiques, réussit à attirer l’intérêt du général français Menou, alors administrateur en chef du département du Pô. Les aides consenties, unies au savoir-faire et à la persévérance de son responsable, permirent au jardin botanique de retrouver sa beauté perdue.
Durant les treize années de son mandat, Balbis réussit à augmenter le recueil de plantes de près de  mille neuf cents espèces, grâce également à la correspondance suivie qu’il entretint avec les botanistes les plus renommés et les organisations scientifiques d’Europe (dont beaucoup l’admirent en qualité de membre).
À l’occasion de ses excursions botaniques, il était normal de le voir randonner dans les campagnes environnant Turin, décrivant de temps en temps les caractéristiques botaniques ou curatives d'une plante ramassée par ses très nombreux étudiants qui le suivaient toujours.
Grâce à sa renommée, qui dépassait désormais les frontières du Piémont, il fut élu membre de l'Académie des sciences de Turin, puis président de la Société agraire de Turin et joua le rôle de correspondant de nombreuses sociétés scientifiques étrangères.
Preuve de la notoriété acquise par Balbis, et de l’estime de ses confrères de l’époque, en est le fait que Carl Ludwig von Willdenow (1765-1812), un fameux botaniste allemand, lui dédia en 1803 un nouveau  genre de plante, le genre Balbisia, qui comprenait à l’époque une seule espèce, la Balbisia elongata.
Cependant, à la suite de la chute de Napoléon en 1814 et de la restauration qui s’ensuivit du trône des Savoie, Balbis tomba en disgrâce. Exclu, à cause de sa collaboration avec les Français, de la nouvelle organisation de l’Académie royale des sciences, il fut contraint, faute de moyens, d’emménager dans une petite maison du quartier de la Crocetta à Turin, alors en pleine campagne, où se trouvait le jardin expérimental de la Société agraire. La maison était la propriété du chimiste Evasio Borsarelli, directeur du jardin et ami intime de Balbis.
Là, il consacra son temps à cultiver des plantes rares, à collaborer avec Borsarelli et à aider les malades démunis qui se présentaient à lui à la recherche d’herbes médicinales.
Toutefois, l’écho de sa renommée, désormais bien établie, parvint rapidement jusqu’au roi Victor Emmanuel Ier qui, s’étant rendu compte des capacités et de la compétence du botaniste, le nomma professeur émérite, lui attribuant également une rente, et le fit réintégrer dans l’Académie royale des sciences et dans la Société royale d’agriculture.
Peu de temps après, Domenico Nocca, professeur de botanique à l'université de Pavie et directeur de 1797 à 1826 du jardin botanique rattaché, ayant décidé d’inventorier la flore locale, demanda à Balbis de l’aider dans le travail de classification. Le résultat de leur collaboration fut publié, sous le titre de Flora ticinensis, en deux volumes, le premier  en 1816, le second en 1821.

### Le séjour à Lyon
En 1819, Balbis se vit offrir la direction du jardin botanique de Lyon et la chaire de professeur de botanique. À peine installé dans sa nouvelle fonction, il entreprit aussitôt de réorganiser l’agencement du jardin, qui avait été plutôt négligé dans la période précédente. Comme il l’avait fait à Turin, il engagea immédiatement une correspondance suivie avec les directeurs des principaux jardins botaniques d’Europe, échangeant avec eux des informations et des graines, et augmentant rapidement le nombre des espèces végétales cultivées dans le jardin. En même temps, il s’occupa de réorganiser et d’enrichir l’herbier, sans négliger le sien qu’il avait apporté avec lui d’Italie.
Pendant son séjour à Lyon, il se fixa comme objectif de recenser les espèces botaniques présentes dans la région et se rendit souvent à Paris et à Genève pour consulter les immenses herbiers des musées d'histoire naturelle et des plus célèbres botanistes de ces villes.
En 1820, il fut nommé membre de l’des sciences de Lyon, de la société de Médecine et de la société d’Agriculture. En 1822, il contribua à la fondation de la Société linnéenne, et quatre seulement après, il était président de ces quatre sociétés.
Ses cours et des excursions botaniques étaient très fréquentés, non seulement par ses élèves, mais aussi par de nombreux amateurs.
Sa notoriété fut définitivement établie en 1827 avec la publication du premier tome (le second fut publié l’année suivante) de sa Flore Lyonnaise, fruit de son travail de recherche et de classification accompli pendant son séjour dans la ville.

### La fin
Cependant, déjà en 1827, Balbis avait commencé à avoir de sérieux ennuis de santé et, en 1830, il fut contraint de demander à être relevé de toutes ses charges, à son grand regret et à celui des plus hautes autorités publiques lyonnaises, pour retourner dans le Piémont et s’y faire soigner.
Il partit pour Turin en septembre de cette année, emportant avec lui sa collection de livres, son très riche herbier et celui d’Allioni, qu’il avait toujours conservé séparément du sien propre, bien qu’il en fut devenu le propriétaire légitime.
Malgré les soins et les attentions de ses parents et amis, il s’éteignit à Turin le 13 février 1831, à l’âge de 66 ans.
L’herbier d’Allioni, par la volonté de Balbis, fut confié à Matteo Bonafous, un des plus grands connaisseurs d’histoire naturelle de l’époque, admirateur et ami du botaniste.
L’herbier de Balbis revint en héritage à son neveu, Vincenzo, qui mourut quelques mois plus tard. L’herbier resta alors encore quelques mois à Moretta, chez d’autres parents, jusqu’à ce que, à l’initiative d’un certain professeur Moris, il soit acheté par l’université de Turin qui le déposa dans le jardin botanique (où il est conservé encore de nos jours).

## Reconnaissances
L’illustre botaniste suisse Alphonse Pyrame de Candolle (1806-1893), écrivit à propos de Balbis :
« Son cœur, son caractère moral font une partie nécessaire de l’éloge de ses travaux, tant il savait unir ses affections et ses goûts scientifiques, je ne crains donc pas d’exprimer ici les regrets profonds de l’amitié après avoir rappelé les services que Balbis a rendus à la science » (extrait de Bibliothèque universelle).
Peu après sa mort, ses amis et admirateurs, firent ériger dans la partie du cimetière, réservée à la famille Bonafous un monument haut d’environ cinq mètres, dessiné par l’ingénieur Gaetano Lombardi, qui est aussi l’auteur du projet du cimetière, et réalisé par le professeur Giacomo Sella. Sur ce monument est sculptée l’effigie de Balbis, tel qu’il était dans les dernières années de sa vie, l’image d’une Balbisia et une inscription en latin :
« Joanni Baptistae Balbis, optimi civi et rei herbariae inter Italos summo, amici posuerunt ».
La  commune de Turin lui a dédié une rue.
La commune de Moretta, sa ville natale, a donné son nom à une rue ainsi qu’à l’école secondaire locale.

## Œuvres
- Enumerazione delle piante che crescono intorno alle sorgenti de Valdieri. Publié en 1793 dans l’ouvrage Des eaux sulphureuses et thermales de Vaudier du professeur G.A. Giobert.
- Elenco delle piante crescenti nei dintorni de Turin. Turin, année IX, republ., stamperia Filantro, un volume in-octavo, contenant en outre l’additamentum ad floram pedemontanam.
- Observations sur les Œillets avec la description des trois espèces de Dianthus. Un fascicule in-quarto avec trois planches, publié dans les Mémoires de l’Académie des sciences, littérature et beaux-arts de Turin, année IX.
- Sur trois nouvelles espèces d’Hépatiques ajoutées à la Flore du Piémont. Un fascicule avec deux planches, publié dans les Mémoires de l’Académie des sciences, littérature et beaux-arts de Turin, années X et XI.
- Miscellanea botanica. Un volume in-quarto avec 11 planches publié dans les Mémoires de l’Académie des sciences, littérature et beaux-arts de Turin, année XI.
- De crepidis nova specie ; adduntur etiam aliquot cryptogamae florae pedemontanae. Publié dans les Mémoires de l’Académie des sciences, littérature et beaux-arts de Turin, année XII.
- Miscellanea altera botanica. Publiée dans les  Atti de la Reale Accademia delle Scienze di Torino du 19 juin 1806.
- Flora Taurinensis, seu enumeratio plantarum circa taurinensem urbem crescentium. Turin, 1806, ex tipografia F. Grossi.
- Horti Academiae Taurinensis stirpium minus cognitarum aut forte novarum icones et descriptiones. Un fascicule in-quarto publié dans les Atti de la Reale Accademia delle Scienze di Torino du 2 juin 1810.
- Materies medica praelectionibus Acad. accomodata 1811 en aedibus Academiae Taurinensis. Publié en deux volumes in octavo, 1811.
- Elenchus recentium stirpium quas pedemontanae florae addendas censet J. B. Balbis m. d. exhibitus die 26 maj 1816 Aug. Taur.. 1816.
- Flora Ticinensis, seu enumeratio plantarum quas en peregrinationibus multiplicibus plures per annos solertissime en Papiensi agro peractis observarunt et colligerunt Dominicus Nocca et Joannes Baptista Balbis publici rei herbariae professores. 1er volume publié en 1816, 2e volume publié en 1821.
- Flore lyonnaise ou description des plantes qui croissent dans les environs de Lyon et sur le mont Pilat. Lyon, 1er volume publié en 1827, 2e volume publié en 1828.